# لیگ دسته دوم فوتبال ایران ۵۲-۱۳۵۱
لیگ دسته دوم فوتبال ایران ۵۲-۱۳۵۱ اولین دوره لیگ دسته دوم فوتبال ایران می‌باشد که با قهرمانی تاج اهواز به پایان رسید. طبق برنامه قرار بود دو تیم برتر این مسابقات به لیگ ایران در فصل ۱۳۵۱ راه یابند اما در این سال مسابقات لیگ دسته اول برگزار نشد و تیم های تاج اهواز و تاج آبادان نیز به دلیل همنام بودن با تاج تهران موفق به حضور در مسابقات لیگ تخت جمشید نشدند.

## نحوه برگزاری
مسابقات اولین دوره لیگ دسته دوم ایران طی سه مرحله برگزار شد:
مرحله اول در چهار منطقه و از هر منطقه دو تیم به مرحله بعدی صعود کرد. مسابقات مناطق در شهرهای ساری، تبریز، اصفهان و شیراز انجام شد. این مرحله در واقع مسابقات انتخابی برای شناخت ۸ تیم لیگ دسته دوم بود.
مرحله دوم در دو گروه چهار تیمی برگزار و از هر گروه دو تیم برتر به مرحله بعدی صعود کردند. مسابقات این مرحله در شهرهای اهواز و آبادان انجام شد.
مرحله سوم و نهایی بصورت یک گروه ۴ تیمی برگزار و قهرمان و دومین تیم صعود کننده مشخص شد. مسابقات مرحله نهایی در آذرماه ۱۳۵۱ اهواز انجام شد.

## مرحله اول
۱۸ تیم برگزیده از شهرهای مختلف ایران در چهار منطقه از ۱۵ شهریور به صورت زیر رقابت های خود را برگزار کردند:
| مرحله اول لیگ دسته دوم ایران ۵۱ | مرحله اول لیگ دسته دوم ایران ۵۱                                             |
| ------------------------------- | --------------------------------------------------------------------------- |
| منطقه ۱ در تبریز                | تراکتورسازی تبریز، پرسپولیس رضائیه، پاس خرم آباد، پرسپولیس سنندج، پاس همدان |
| منطقه ۲ در شیراز                | تاج آبادان، پاس شیراز، ایرانجوان بوشهر، پرسپولیس گچساران                    |
| منطقه ۳ در اصفهان               | تاج اهواز، ذوب آهن کرمان، پرسپولیس اصفهان، بنیاد زنگنه کرمانشاه، پاس یزد    |
| منطقه ۴ در ساری                 | گارد تهران، ملوان انزلی، پاس مشهد، پرسپولیس شاهی                            |

تیم های صعود کننده
از منطقه ۱: تراکتورسازی تبریز و پرسپولیس سنندج
از منطقه ۲: تاج آبادان و پاس شیراز
از منطقه ۳: تاج اهواز و پرسپولیس اصفهان
از منطقه ۴: گارد تهران و ملوان انزلی

## مرحله دوم
مسابقات مرحله دوم آذرماه ۱۳۵۱ در دو گروه چهار تیمی در شهرهای اهواز و آبادان برگزار شد و از هر گروه دو تیم به مرحله نهایی صعود کردند. چهار تیم صعود کننده عبارت بودند از: تاج آبادان، جم آبادان، تاج اهواز و ملوان انزلی.
| لیگ دسته دوم ایران ۵۲ | لیگ دسته دوم ایران ۵۲                                      |
| --------------------- | ---------------------------------------------------------- |
| گروه الف در آبادان    | تاج آبادان، جم آبادان، پاس شیراز، پرسپولیس سنندج           |
| گروه ب در اهواز       | تاج اهواز، ملوان انزلی، پرسپولیس اصفهان، تراکتورسازی تبریز |

جدول رده بندی گروه الف
| # | تیم            | بازی | برد | مساوی | باخت | گل‌زده | گل‌خورده | تفاضل گل | امتیاز |
| - | -------------- | ---- | --- | ----- | ---- | ----- | ------- | -------- | ------ |
| ۱ | تاج آبادان     | ۳    | ۲   | ۱     | ۰    | ۴     | ۰       | ۴+       | ۵      |
| ۲ | جم آبادان      | ۳    | ۱   | ۲     | ۰    | ۱     | ۰       | ۱+       | ۴      |
| ۳ | پرسپولیس سنندج | ۳    | ۰   | ۲     | ۱    | ۲     | ۳       | ۱-       | ۲      |
| ۴ | پاس شیراز      | ۳    | ۰   | ۱     | ۲    | ۲     | ۶       | ۴-       | ۱      |

جدول رده بندی گروه ب (ناقص)
| # | تیم               | بازی | برد | مساوی | باخت | گل‌زده | گل‌خورده | تفاضل گل | امتیاز |
| - | ----------------- | ---- | --- | ----- | ---- | ----- | ------- | -------- | ------ |
| ۱ | ملوان انزلی       | ۲    | ۱   | ۱     | ۰    | ۷     | ۲       | ۵+       | ۳      |
| ۲ | تاج اهواز         | ۲    | ۱   | ۱     | ۰    | ۲     | ۱       | ۱+       | ۳      |
| ۳ | پرسپولیس اصفهان   | ۲    | ۱   | ۰     | ۱    | ۳     | ۷       | ۴-       | ۲      |
| ۴ | تراکتورسازی تبریز | ۲    | ۰   | ۰     | ۲    | ۱     | ۳       | ۲-       | ۰      |

## مرحله سوم
چهار تیم صعود کننده از مرحله دوم طی روزهای ۷ تا ۱۱ آذرماه ۱۳۵۱ در اهواز بصورت دوره ای باهم بازی کردند و در نهایت تاج اهواز به مقام قهرمانی دست یافت. 

## جدول رده بندی مرحله نهایی
| # | تیم         | بازی | برد | مساوی | باخت | گل‌زده | گل‌خورده | تفاضل گل | امتیاز |
| - | ----------- | ---- | --- | ----- | ---- | ----- | ------- | -------- | ------ |
| ۱ | تاج اهواز   | ۳    | ۲   | ۰     | ۱    | ۸     | ۴       | ۴+       | ۴      |
| ۲ | تاج آبادان  | ۳    | ۲   | ۰     | ۱    | ۳     | ۴       | ۱-       | ۴      |
| ۳ | ملوان انزلی | ۳    | ۱   | ۰     | ۲    | ۴     | ۴       | ۰        | ۲      |
| ۴ | جم آبادان   | ۳    | ۱   | ۰     | ۲    | ۱     | ۴       | ۳-       | ۲      |

## تیم قهرمان
اسدالله شیراوند، احمد سراج، غلام کیانپور، عباس داودی، سیاوش رزاقی، احمد عصاره، محمد امتی، مهدی ویسی، محمدرضا مرادی، حبیب شریفی، حمید شهبازی، عبدالعلی ایزن، حبیب مکوندی، هانی اهوازی، امیر عجرش، اکبر خوش آیند، عزیز موسوی، پرویز حبیبیان، سعید باغوردانی، کرامت ضرغامپور
سرمربی:حسین کمایی